# Crossover (film, 2006)
Pour les articles homonymes, voir Crossover.
Pour plus de détails, voir Fiche technique et Distribution.
Crossover est un film américain réalisé par Preston A. Whitmore II, sorti en 2006.

## Résumé
Noah Cruise (Wesley Jonathan), un talentueux basketteur reçoit une bourse de l'université UCLA après la mort de sa mère. Malgré ses capacités sportives, il décide d'utiliser sa bourse afin de devenir médecin. Il doit alors faire face à son agent Vaughn qui veut qu'il devienne professionnel en NBA. Tech, son meilleur ami veut obtenir son diplôme et battre son adversaire Jewelz lors d'un tournoi de streetball. Leurs vies vont changer quand ils tombent amoureux de Vanessa et Eboni et décident de partir à Los Angeles.

## Fiche technique
- Titre : Crossover
- Réalisation : Preston A. Whitmore II
- Production : Frank Mancuso Jr.
- Distribution : TriStar Pictures
- Durée : 111 minutes
- Genre : Drame et action

## Distribution
- Anthony Mackie : Tech
- Wesley Jonathan : Cruise
- Wayne Brady : Vaughn
- Alecia Fears : Eboni
- Eva Pigford : Vanessa
- Lil' JJ : Up